# Divisione No. 4 (Manitoba)
La Divisione No. 4, o Pilot Mound (parte della Pembina Valley Region) è una divisione censuaria del Manitoba, Canada di 9.380 abitanti.

## Comunità
- Cartwright
- Crystal City
- Manitou
- Pilot Mound
- Somerset